# Bizarre (rapper)
Bizarre, pseudonimo di Rufus Johnson (Detroit, 5 luglio 1976), è un rapper statunitense, membro del gruppo D12.

## Biografia
Ha iniziato la propria carriera nell'hip hop in un gruppo chiamato "The Outsidaz" con Rah Digga ed Eminem. Successivamente, Bizarre realizza un album composto di 7 tracce, intitolato Attack of the Weirdos che comprende il singolo underground "What, What". Bizarre appare in diverse riviste musicali e di settore come Rolling Stone e The Source. Nel settembre 1998 vince il premio Inner City Entertainment's Flava of the Year.

## Personalità
Bizarre è meglio conosciuto come il membro del D12 con le rime meno "convenzionali". In passato ha rappato su argomenti quali violenze, uso ricreativo delle droghe, travestiti, bisessualità, urofilia, incesto. Il suo brano solista all'interno di D12 World, Just Like U, fu persino censurato in maniera parziale nella versione esplicita dell'album. Bizarre spiega anche l'uso intensivo di liriche esplicite sulla traccia:
Se menzionato da chi non ha dimestichezza con i D12, ci si riferisce a Bizarre come "the fat guy" (il ragazzo grasso, riferito alla sua evidente obesità). Bizarre inoltre è un collezionista di accappatoi da bagno, con cui spesso si fa anche vedere in giro. Attribuisce il suo soprannome alla sua bizzarria:
Anche se parla spesso di donne, a volte i suoi versi suggeriscono che Bizarre sia sposato. In "Good Die Young", dice "I got married, My wife's name is Dee" ed in "One Shot Two Shot" discorre di una moglie, che viene inevitabilmente calpestata all'interno del pezzo. Nel booklet dell'album D12 World nei ringraziamenti, dichiara "Jehova God, my loving wife, my daughter Dominique...To everyone I missed, I love you, for real."

## Discografia
- 1998: Attack of the Weirdos EP
- 2005: Hannicap Circus
- 2007: Blue Cheese & Coney Island
- 2010: Friday Night at St. Andrews
- 2019: Rufus
- 2022: He Got A Gun (with Foul Mouth)

## Collaborazioni
Da We Still Crunk! (di Lil Jon & the East Side Boyz)
- 2000 "Shut Down" (Lil Jon & the East Side Boyz feat. Bizarre, Chyna Whyte, Intoxicated, Loco, Major Payne, Paine)

Da The Marshall Mathers LP (di Eminem)
- 2000 "Amityville" (Eminem featuring Bizarre)

Da  Monster
- 2002 "Creep Show" (Killer Mike featuring Bizarre of D12)
- Natasha Bedingfield, "Drop Me In The Middle" nella versione inglese ed australiana di Unwritten.

Da Searching for Jerry Garcia
- 2005 "Pimplikeness" (Proof featuring D12)

Da Independents Day (dei Twiztid)
- 2007 "Wet Dreams"

## Redhead Records
Nel 2005, Bizarre ha aperto una propria etichetta discografica, Redhead Records. Alcuni degli artisti che hanno partecipato a Hannicap Circus fanno parte di questa label, tra cui Sindee Syringe e Young Miles.
Il 23 ottobre 2007 dalla stessa etichetta è stato pubblicato il nuovo album di Bizarre intitolato "Blue Cheese and Coney Island" anche in vista del prossimo ritorno dei D12.